# Anatolij Kinach

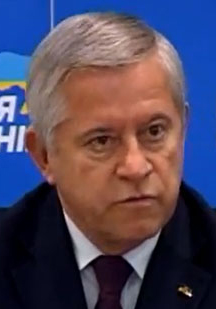
Anatolij Kinach (2012)

Anatolij Kyrylowytsch Kinach (ukrainisch Анатолій Кирилович Кінах, wiss. Transliteration Anatolij Kyrylovyč Kinach; * 4. August 1954 in Bratuseni im Rajon Edineț, Moldawien) ist ein ukrainischer Politiker. Er ist der Vorsitzende der Partei der Industriellen und Unternehmer der Ukraine (PPPU) und war von 2001 bis 2002 Ministerpräsident der Ukraine.

## Leben
Kinach stammt aus dem ukrainisch besiedelten Dorf Bratuseni in der Republik Moldau und studierte in Leningrad Schiffsbauwesen; 1978 verließ er das Institut als Schiffbauingenieur. Von 1978 bis 1992 arbeitete er in Werften in Tallinn (bis 1981) und Mykolajiw in der Südukraine, von den Anfängen als Dockvorarbeiter bis zum Produktionsleiter. 1990 wurde er von den Arbeitern seiner Werft als Abgeordneter vorgeschlagen und in die Werchowna Rada, das ukrainische Parlament, gewählt. Dort war er in der Kommission für Wirtschaftsreformen und in der Abteilung für Volkswirtschaft tätig. In seiner Zeit als Abgeordneter wurden neue Gesetze zu Unternehmen und Eigentum erarbeitet und verabschiedet.
1992 wurde Kinach als Sprecher des Präsidenten und Verwaltungschef in die Oblast Mykolajiw entsandt und zwei Jahre später zum Vorsitzenden des Oblastparlaments gewählt. 1995 bis 1996 hatte er das Amt eines stellvertretenden Ministerpräsidenten in Fragen der Industriepolitik inne; zusätzlich war er 1996 Berater des Präsidenten für den Industriebereich und Vorsitzender der ukrainisch-japanischen Wirtschaftskommission.
1997 wurde Kinach zum Vorsitzenden der Ukrainischen Union der Industriellen und Unternehmer (USPP) gewählt. Außerdem war er in zahlreichen Wirtschaftsausschüssen innerhalb und außerhalb des Parlaments tätig, darunter dem Ausschuss für ökonomische Reformen, für Investitionsförderung, gegen die Finanzkrise, zur Steuerreform und anderen. Im Juli 1997 wurde er in den Wirtschaftsrat des Präsidenten als Vorsitzender der interministeriellen Kommission für die Privatisierung strategisch wichtiger Industriezweige berufen.
Von September bis Dezember 1999 war Kinach stellvertretender Ministerpräsidenten. Nach der darauf folgenden Regierungszeit von Wiktor Juschtschenko und dessen Rücktritt nach einem Misstrauensvotum am 29. Mai 2001 wurde er von Präsident Leonid Kutschma zu dessen Nachfolger im Amt des Ministerpräsidenten der Ukraine ernannt. Kinachs Nachfolger war seit November 2002 Wiktor Janukowytsch.
Bei den Parlamentswahlen im Frühjahr 2002 wurde Kinach für den Regierungsblock „Für die geeinte Ukraine“ (За єдину Україну) wieder als Abgeordneter ins Parlament gewählt, hätte dafür aber seinen Posten als Regierungschef aufgeben müssen. Er verzichtete deshalb auf seinen Parlamentssitz. Seit Dezember 2002 ist Kinach Vorsitzender der Partei der Industriellen und Unternehmer der Ukraine (PPPU). In dieser Funktion tritt er für die Wirtschaftsentwicklung in der Ukraine ein und pflegt internationale Beziehungen. 2004 organisierte er zusammen mit dem Ukrainisch-Deutschen Forum, dessen Vorstandsvorsitzender er ist, eine internationale Konferenz in Brüssel.
Kinach erhielt im August 2004 den Orden des Fürsten Jaroslaw des Weisen 5. Klasse und 2007 den 4. Klasse. 2004 trat er in der ersten Runde der Präsidentschaftswahl als Kandidat an und erreichte mit 0,93 Prozent den sechsten Platz unter den 24 Kandidaten. Während der „Orangen Revolution“ nach den Stichwahlen unterstützte er den Oppositionsführer Wiktor Juschtschenko.
Am 4. Februar 2005 bestätigte das Parlament seine Ernennung zum Ersten Vizeministerpräsident in der Regierung von Ministerpräsidentin Julija Tymoschenko. Nach den Parlamentswahlen 2006 wechselte er das politische Lager und trat am 21. März 2007 als Wirtschaftsminister in das zweite Kabinett Janukowytsch ein. Bei der vorgezogenen Parlamentswahl 2007 kam er über die Liste der Partei der Regionen in die Werchowna Rada.
Kinach ist verheiratet und hat drei Töchter.